# شهرستان قوچقار
شهرستان قوچقار (به زبان قرقیزی: Кочкор району، قوچقور وودانى) یک شهرستان در قرقیزستان است که در منطقه نارین واقع شده‌است. شهرستان قوچقار ۵٬۸۶۸ کیلومتر مربع مساحت و ۵۸٬۲۶۷ نفر جمعیت دارد. مرکز آن قوچقار است.